# Ganimede (mitologia)
Ganimede (in greco antico: Γανυμήδης?, Ganymḕdēs) è un personaggio della mitologia greca. Fu un principe dei Troiani. Omero lo descrive come il più bello di tutti i mortali del suo tempo.
In una versione del mito viene rapito da Zeus in forma di aquila divina per poter servire come coppiere sull'Olimpo: la storia che lo riguarda è stata un modello per il costume sociale della pederastia greca, visto il rapporto, di natura anche erotica, istituzionalmente accettato tra un uomo adulto e un ragazzo. La forma latina del nome era Catamitus, da cui deriva il termine catamite, indicante un ragazzo che in una relazione, o durante un semplice rapporto, assume un ruolo passivo-ricettivo.

## Genealogia
Figlio di Troo e di Calliroe (o di Acallaride).
Le varianti della sua ascendenza sono molte, Marco Tullio Cicerone scrive che sia figlio di Laomedonte, Tzetzes che sia figlio di Ilo, per Clemente Alessandrino è figlio di Dardano e secondo Igino suo padre fu Erittonio oppure Assarco.
Non risulta aver avuto spose o progenie.

## Mitologia

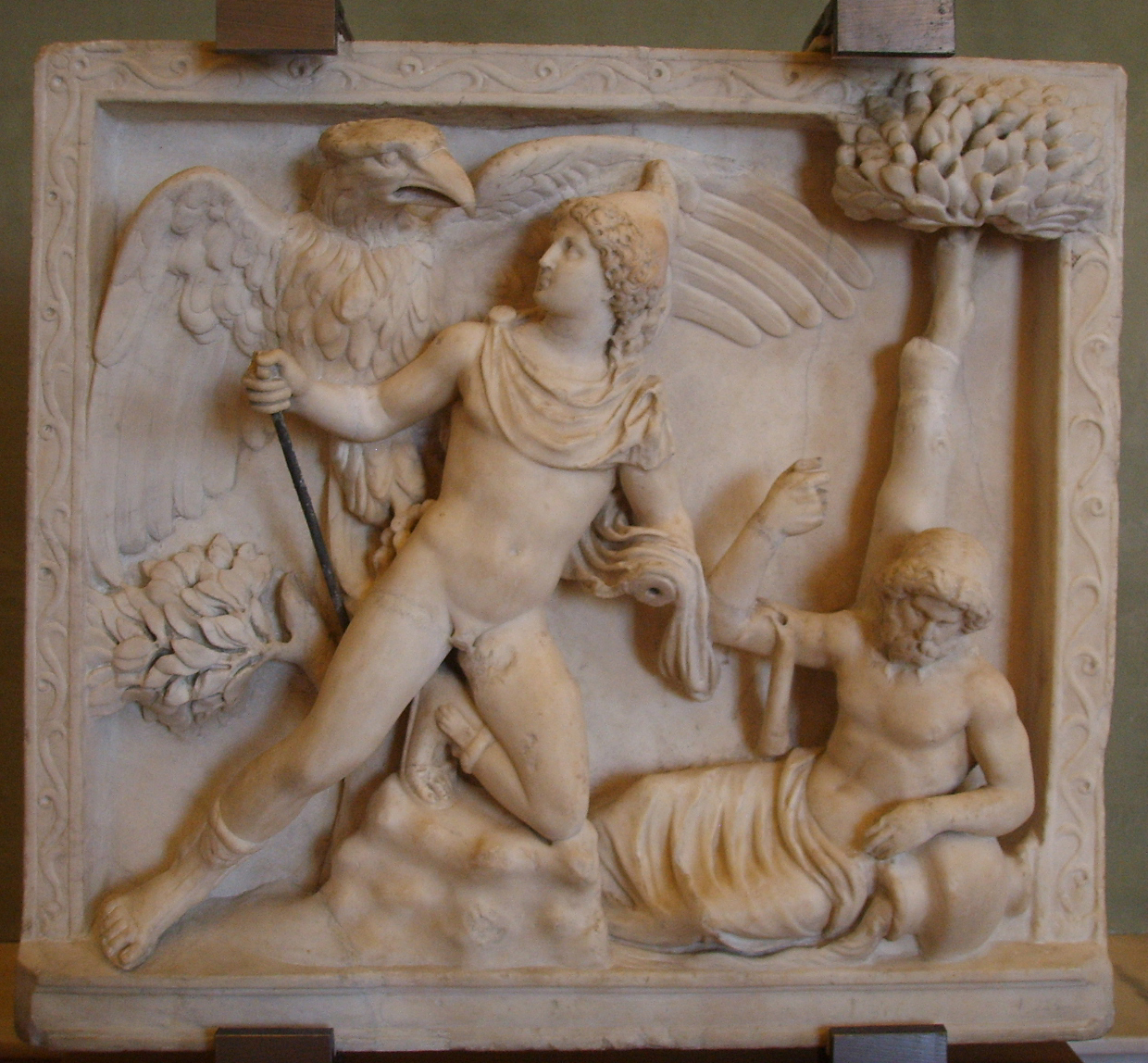
Bassorilievo di epoca romana raffigurante l'aquila, Ganimede che indossa il suo berretto frigio e una terza figura, forse il padre in lutto

Il tema mitico fondante di Ganimede è costituito dalla sua bellezza, di cui si invaghirono sia il re di Creta Minosse sia Tantalo ed Eos, come infine il re degli dei Zeus, così come si racconta nelle varie versioni della stessa leggenda.
Nell'Iliade di Omero, Diomede racconta che il Signore degli dei, affascinato dalla sublime beltà rappresentata dal ragazzo, lo volle rapire nei pressi di Troia in Frigia, offrendo in cambio al padre una coppia di cavalli divini e un tralcio di vite d'oro: il padre si consolò pensando che suo figlio era ormai divenuto immortale e sarebbe stato d'ora in avanti il coppiere degli dei, una posizione che era considerata di gran distinzione.
Zeus per sottrarre Ganimede alla vita terrena si sarebbe camuffato da enorme aquila; sotto tale aspetto si avventò sul giovanetto mentre questi stava pascolando il suo gregge sulle pendici del monte Ida, nelle vicinanze della città iliaca, se lo portò quindi sull'Olimpo dove ne fece il suo amato. Per questo motivo nelle opere d'arte antiche Ganimede è spesso raffigurato accanto a un'aquila, abbracciato a essa, o in volo su di essa, e, in varie opere d'arte, è quindi raffigurato con la coppa in mano.
Walter Burkert ha trovato un precedente riguardante il mito di Ganimede in un sigillo in lingua accadica raffigurante l'eroe-re Etana di Kish volare verso il cielo a cavalcioni proprio di un'aquila. Da alcuni viene anche associato con la genesi della sacra bevanda inebriante dell'idromele, la cui origine tradizionale è proprio la terra di Frigia.
Tutti gli dei erano riempiti di gioia nel vedere il bel giovane in mezzo a loro, con l'eccezione di Era; la consorte di Zeus considerava difatti Ganimede come un rivale più che mai pericoloso nell'affetto del marito. Il padre degli dei ha successivamente messo Ganimede nel cielo come costellazione dell'Acquario la quale è strettamente associata con quella dell'Aquila e da cui deriva il segno zodiacale dell'Acquario.

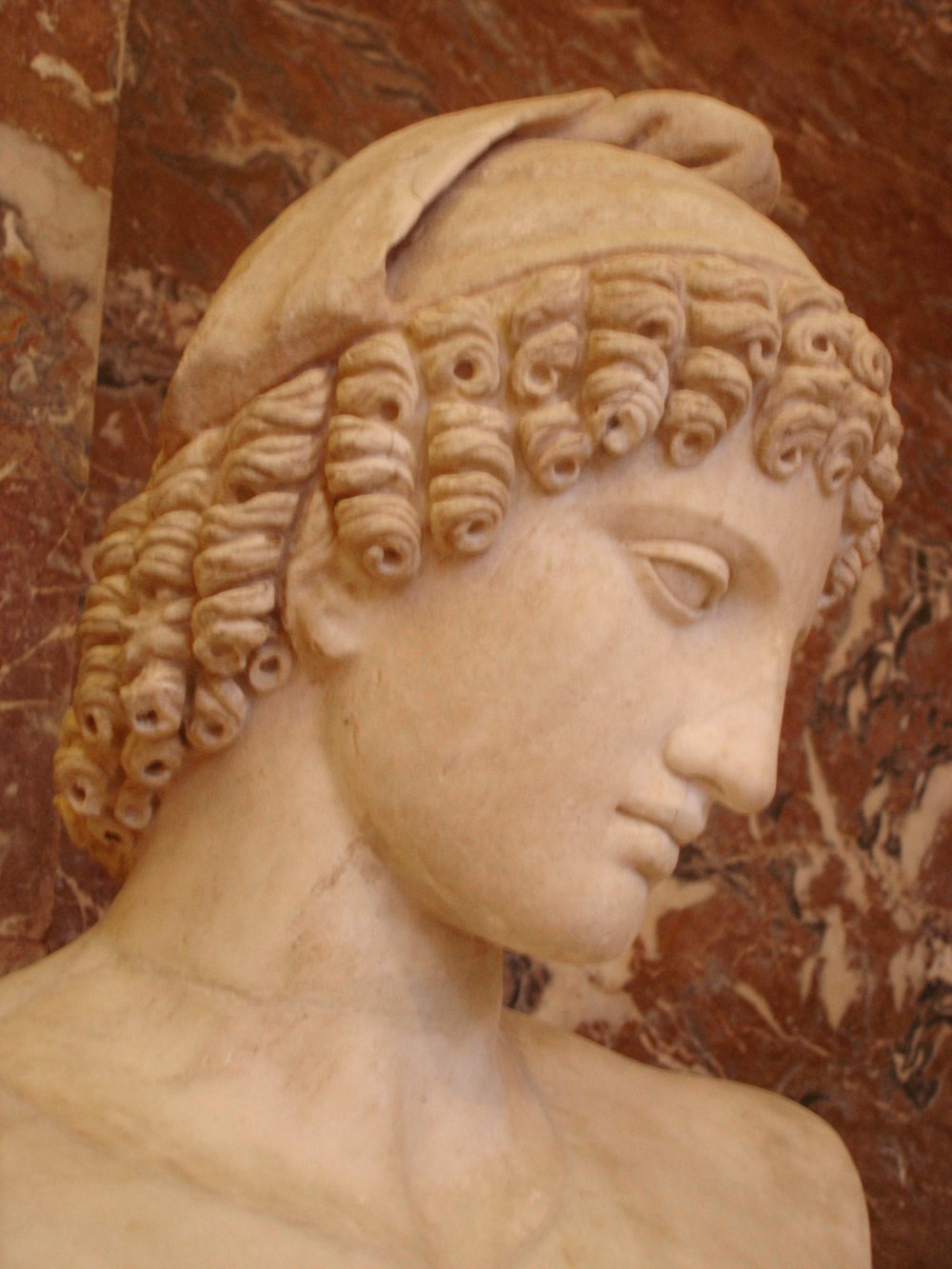
Busto di Ganimede, opera romana d'epoca imperiale (sec. II d.C.) (Parigi, Museo del Louvre)

### Mito iniziatico
La coppia Zeus-Ganimede costituisce il modello mitico del rapporto omoerotico tra maschio adulto e giovinetto, relazione colorantesi spesso di un significato iniziatico (vedi la pederastia cretese) in quanto finalizzata - anche attraverso il legame sessuale - all'inserimento del giovane nella comunità dei maschi adulti. Questi amori "paidici" di un adulto amante-erastès che rapiva simbolicamente un giovinetto passivo-eromenos potevano venir praticati attraverso schemi rituali imitanti i veri e propri rapporti matrimoniali e dove, in un luogo appartato, avveniva la sua iniziazione sessuale.
Zeus e Ganimede, rappresentando la perfetta coppia di amanti maschili, sono stati come tali cantati dai poeti. Il cosiddetto "tema di Ganimede" era adottato durante il simposio a modello dell'amore efebico: se anche il Signore degli dei fu incapace di resistere alle grazie di un fanciullo, come avrebbe potuto farlo un mortale e poter rimanerne immune? Certamente nella mitologia greca si riscontra la grande voglia di Zeus nel sedurre le Dee, ninfe, ecc.; per questo a volte si considera il padre degli dei strettamente d'accordo all'eterosessualità.

## Filosofia
Platone rappresenta l'aspetto pederastico del mito attribuendo la sua origine a Creta e ponendo, quindi, il rapimento sull'omonimo monte Ida dell'isola: la sua è una critica dell'usanza della pederastia cretese che aveva oramai perduto quasi completamente la sua funzione originaria, accusando quindi i Cretesi di essersi inventati il mito di Zeus e Ganimede per giustificare i loro comportamenti.
Nel dialogo platonico poi Socrate nega che il bel giovane possa mai esser stato l'amante carnale del padre degli dei, proponendone, invece, un'interpretazione del tutto spirituale: Zeus avrebbe amato l'anima e la mente o psiche del ragazzo, non certo il suo corpo.
Il neoplatonismo ci offre una rappresentazione mistica del rapimento di Ganimede; esso sta a significare il rapimento dell'anima a Dio, e in questo senso è stato usato, anche in opere d'arte funerarie e anche durante il Neoclassicismo, sia nell'arte figurativa sia in letteratura. Si veda, per un esempio, il Ganymed di Johann Wolfgang von Goethe del 1774.

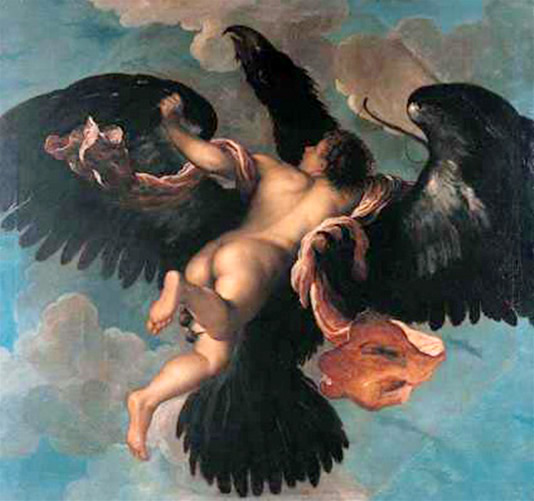
Damiano Mazza (attribuzione), Ratto di Ganimede, sec. XVI (National Gallery, Londra)

## Poesia
In poesia Ganimede divenne un simbolo dell'attrazione e del desiderio omosessuale rivolto verso la bellezza giovanile dell'adolescenza. La leggenda fu menzionata per la prima volta da Teognide, poeta del VI secolo a.C., anche se la tradizione potrebbe essere più antica; di essa parla anche il poeta latino Publio Ovidio Nasone nella sua opera Le metamorfosi, poi Publio Virgilio Marone nell'Eneide all'interno del proemio, Apuleio e infine anche Nonno di Panopoli nel suo poema epico intitolato Dionysiaca narrante la vita e le gesta del dio Dioniso.
Virgilio ritrae con pathos la scena del rapimento: il ragazzo che lo accompagna tenta invano di trattenerlo con i piedi sulla terra, mentre i suoi cani abbaiano inutilmente contro il cielo. I cani fedeli che continuano a chiamarlo con latrati disperati anche dopo che il loro padrone è sparito nell'alto dei cieli è un motivo frequente nelle rappresentazioni visive e vi fa riferimento anche Stazio.
Ma egli non è sempre raffigurato come acquiescente: ne Le Argonautiche di Apollonio Rodio ad esempio Ganimede risulta essere furibondo contro Eros per averlo truffato nel gioco d'azzardo con gli astragali, Afrodite si trova così costretta a rimproverare il figlio di barare come un principiante.
Nell'opera Come vi pare di William Shakespeare il personaggio di Rosalind si traveste da uomo quando deve andare nella foresta di Arden, scegliendo il nome di Ganimede: ciò ha portato ad approfondire lo studio del rapporto che si era creato tra Rosalind e sua cugina Celia, il quale andava ben oltre la semplice amicizia, avendo dei tratti molto simili all'amore, in questo caso omosessuale.

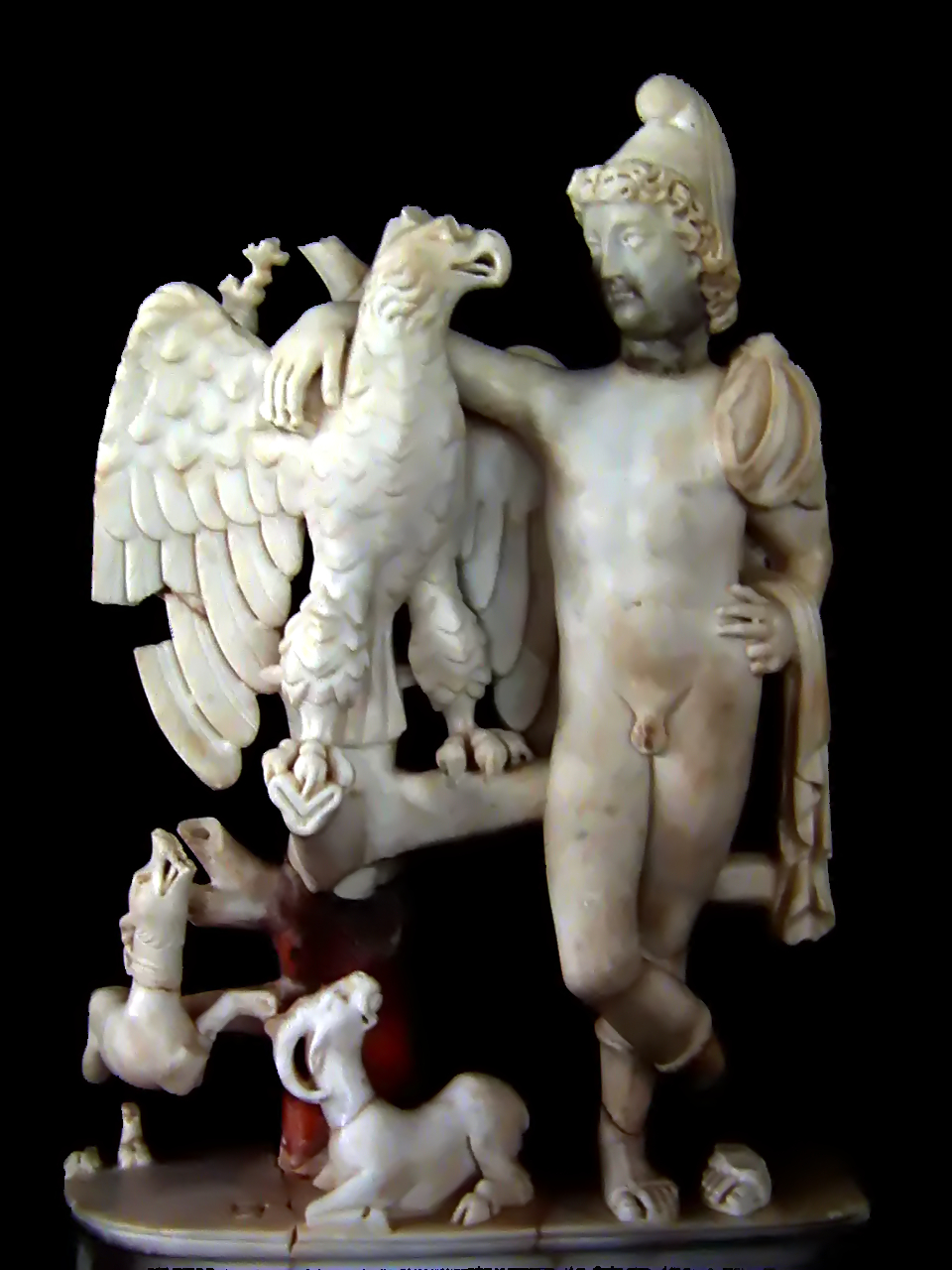
Statuina di Zeus-Aquila e Ganimede di epoca paleocristiana

## Astronomia
Per il rapporto esistente fra Giove e Ganimede, il maggiore satellite naturale del pianeta Giove - il pianeta più grande del sistema solare e per questo chiamato per omologia come la versione latina di Zeus, ovvero Giove - è stato battezzato appunto Ganimede da Simon Marius. Gli è inoltre stato dedicato l'asteroide scoperto nel 1925, 1036 Ganymed.

## Nelle arti
Nella scultura una delle immagini più famose di Ganimede è il gruppo scultoreo di Leocare del IV secolo a.C. (lo stesso a cui viene attribuito anche l'Apollo del Belvedere) e tanto ammirato da Plinio il Vecchio: «Leocare [ha realizzato] un'aquila che trattiene con forza Ganimede; innalza il fanciullo piantandogli gli artigli nella sua veste.» Questo particolare del rapimento tramite l'aquila è stato spesso elogiato anche in seguito. Stratone di Sardi lo evoca in uno dei suoi epigrammi, così come fa anche Marco Valerio Marziale.
La leggenda di Ganimede ha ispirato anche un gruppo in terracotta, probabilmente originario di Corinto e oggi conservato nel Museo Archeologico di Olimpia: questo è uno dei pochi esempi di grande scultura in terracotta, e una rappresentazione scultorea molto rara della coppia in cui Zeus si mantiene in forma umana.
Nella ceramica il tema di Ganimede si ripete spesso, di solito raffigurato nei crateri, quei particolari grandi vasi entro cui venivano mescolati acqua e vino durante i banchetti (o simposi) che si svolgevano solo tra uomini, in cui gli ospiti gareggiavano in immaginazione poetica e filosofica per celebrare i meriti dei loro rispettivi eromenos. Tra i più famosi è incluso il cratere a figure rosse che ritrae da un lato Zeus in pieno esercizio, dall'altro Ganimede mentre sta giocando con un grande cerchio, il simbolo della sua giovinezza: il ragazzo è completamente nudo, così come vuole la tradizione antica sportiva di origine in parte pederastica (vedi nudità atletica).

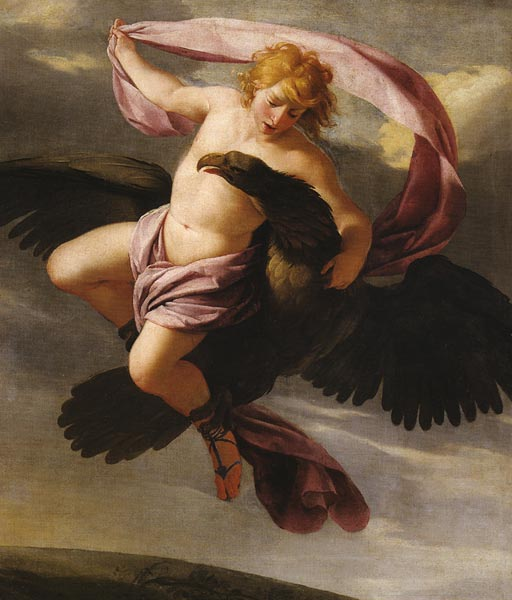
Il ratto di Ganimede (circa 1650), di Eustache Le Sueur

Il Rinascimento ha visto riapparire innumerevoli rappresentazioni di questo mito, con artisti quali Michelangelo Buonarroti, Benvenuto Cellini e Antonio Allegri tra tutti. In questo periodo è anche uno dei temi con più forte significato omoerotico, divenendo una sorta di icona gay ante litteram almeno fino al XIX secolo inoltrato.
Quando il pittore-architetto Baldassarre Peruzzi include un pannello riguardante il rapimento di Ganimede in uno dei soffitti di Villa Farnesina a Roma (1509-1514 circa), i lunghi capelli biondi del ragazzo e l'aspetto effeminato contribuiscono a farlo rendere identificabile a prima vista: si lascia difatti catturare verso l'alto senza opporre la minima resistenza.
Nel Ratto di Ganimede di Antonio Allegri detto Il Correggio la sua figura e l'intera scena è più contestualizzata intimamente. La versione del Ratto di Ganimede di Peter Paul Rubens ritrae invece un giovane uomo. Ma quando Rembrandt dipinse il suo Ratto di Ganimede per un mecenate calvinista olandese nel 1635, ecco che un'aquila scura porta in alto un bambino paffuto in stile putto, che strilla e si fa la pipì addosso per lo spavento.

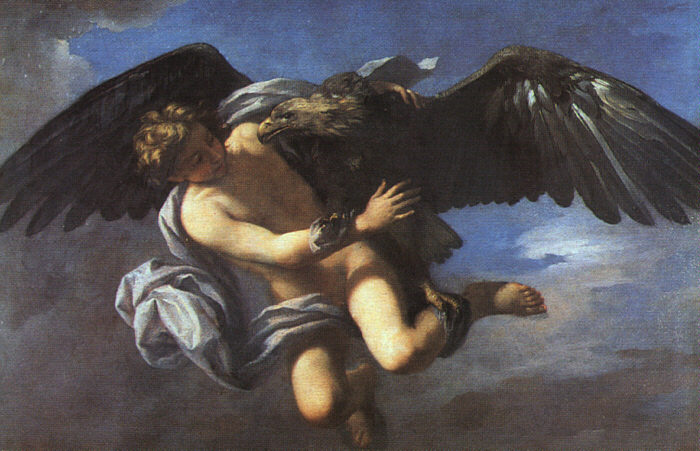
Ratto di Ganimede (1700), di Anton Domenico Gabbiani

Gli esempi di Ganimede nel XVIII secolo in Francia sono stati studiati da Michael Preston Worley. L'immagine raffigurata era invariabilmente quella di un adolescente ingenuo accompagnato da un'aquila, mentre gli aspetti più omoerotici della leggenda sono stati raramente affrontati: in realtà, la storia è stata spesso "eterosessualizzata". Inoltre, l'interpretazione del mito data dal Neoplatonismo, così comune nel Rinascimento italiano, in cui l'amore per Ganimede ha rappresentato la salita alla condizione di perfezione spirituale, sembrava non essere di alcun interesse per i filosofi e i mitografi dell'Illuminismo.
Jean-Baptiste Marie Pierre, Charles-Joseph Natoire, Guillaume II Coustou, Pierre Julien, Jean-Baptiste Regnault e altri hanno contribuito ad arricchire le immagini di Ganimede nell'arte francese tra fine XVIII e inizio XIX secolo.
La scultura che ritrae Ganimede e l'aquila di José Álvarez Cubero, eseguita a Parigi nel 1804, ha portato all'immediato riconoscimento dell'artista spagnolo come uno degli scultori più importanti del suo tempo.
L'artista danese Bertel Thorvaldsen, di gran lunga il più notevole degli scultori danesi, ha scolpito nel 1817 una scultura dedicata alla scena di Ganimede e l'aquila.

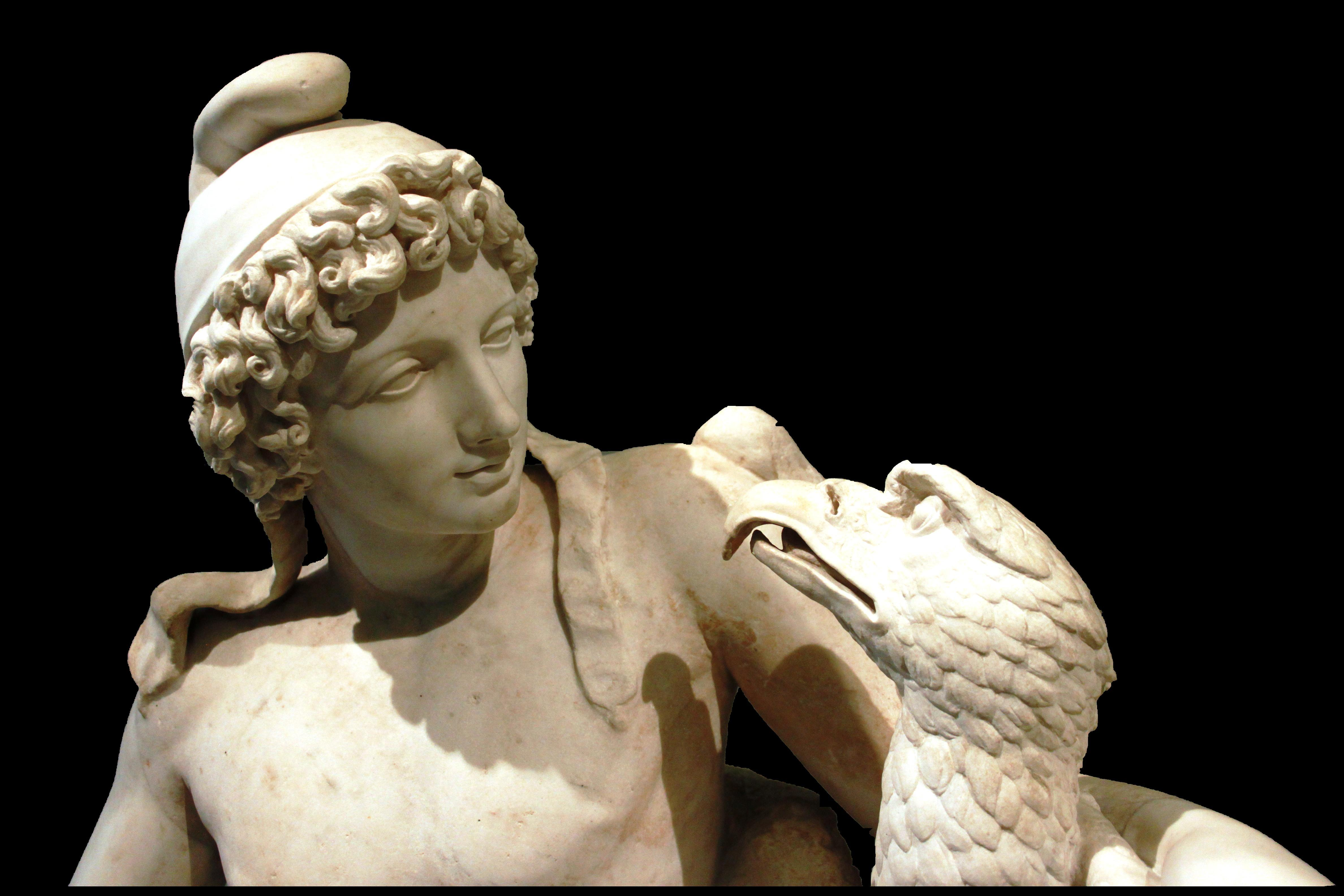
Particolare di una scultura della seconda metà del II secolo d.C., da un modello tardo ellenistico a sua volta derivato dall'ambito figurativo greco del IV secolo a.C. Conservato al Museo archeologico nazionale di Napoli.

## Altro
Nel linguaggio corrente il nome di Ganimede è passato a indicare un bellimbusto, un damerino o anche un giovane amante omosessuale.

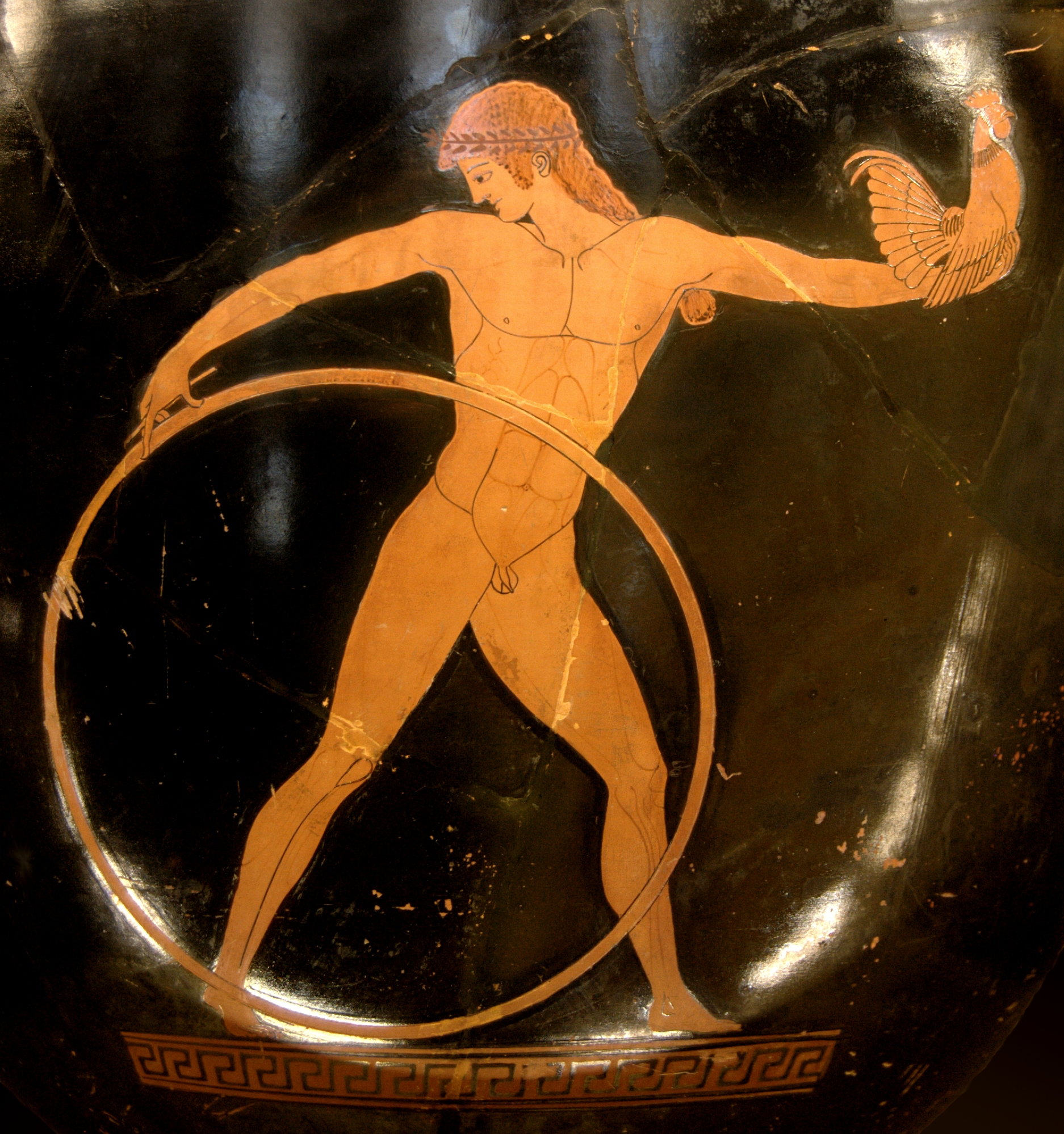
Pittore di Berlino, Ganimede gioca con il cerchio, tenendo in mano un gallo, dono di corteggiamento di Zeus. Cratere attico a figure rosse, ca. 500-490 a.C. (Parigi, museo del Louvre).
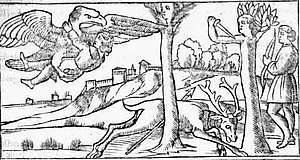
Ganimede e Zeus, e Apollo e Ciparisso, illustrazione di due miti a carattere omosessuale per le Metamorfosi di Ovidio (Venezia, 1522)
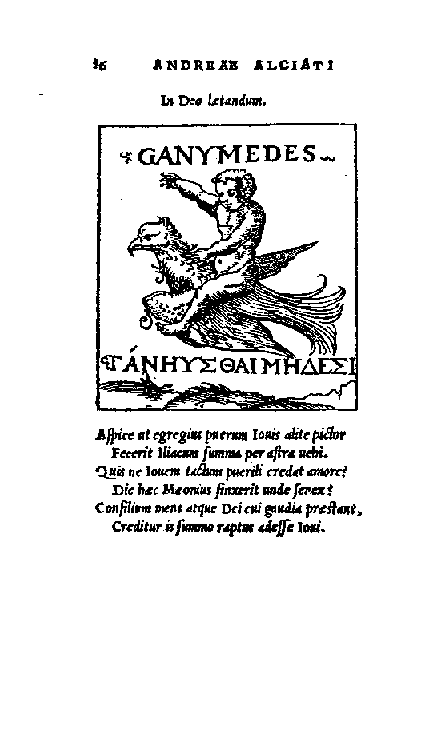
Illustrazione gli Emblemata di Andrea Alciati del 1534. Ganimede rappresenta allegoricamente l'anima che si "rallegra" in Dio.
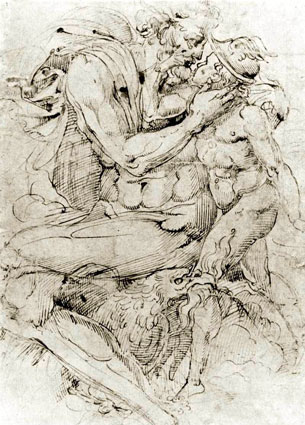
Raffaello da Montelupo (1505-1566), Giove bacia Ganimede (1550 ca.) (Ashmolean Museum, Oxford)
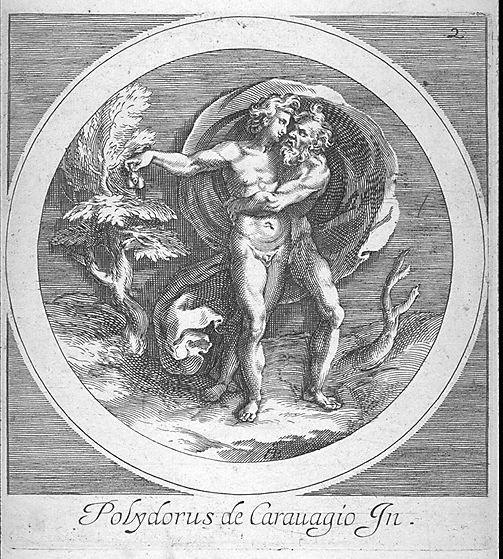
Cherubino Alberti, copia rovesciata da originale di Polidoro da Caravaggio, Giove bacia Ganimede (sec. XVII). La borsa di denaro in mano al giovane allude alla prostituzione, in spregio al mito pagano.

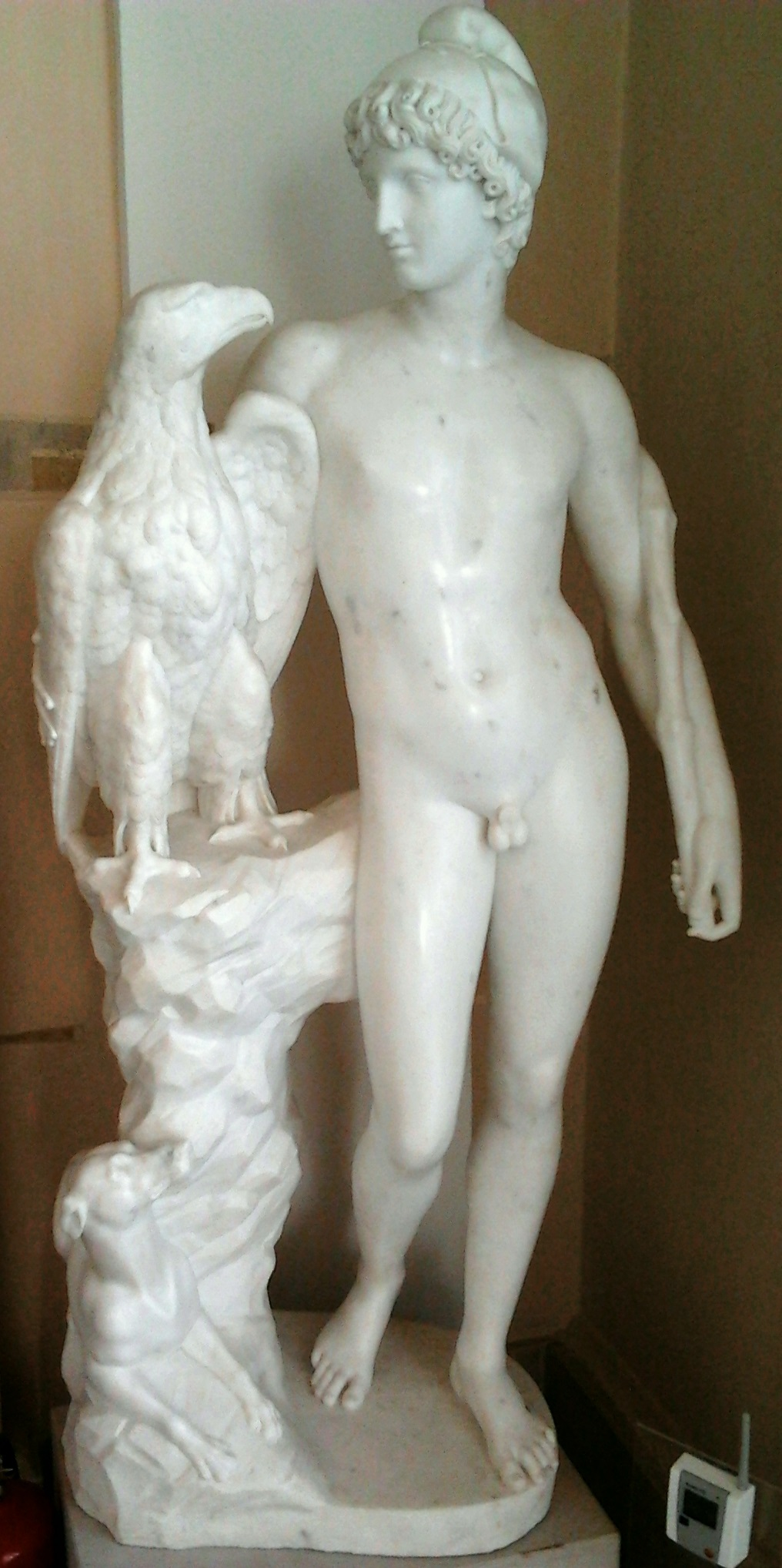
Il Ganimede di Antonio Canova

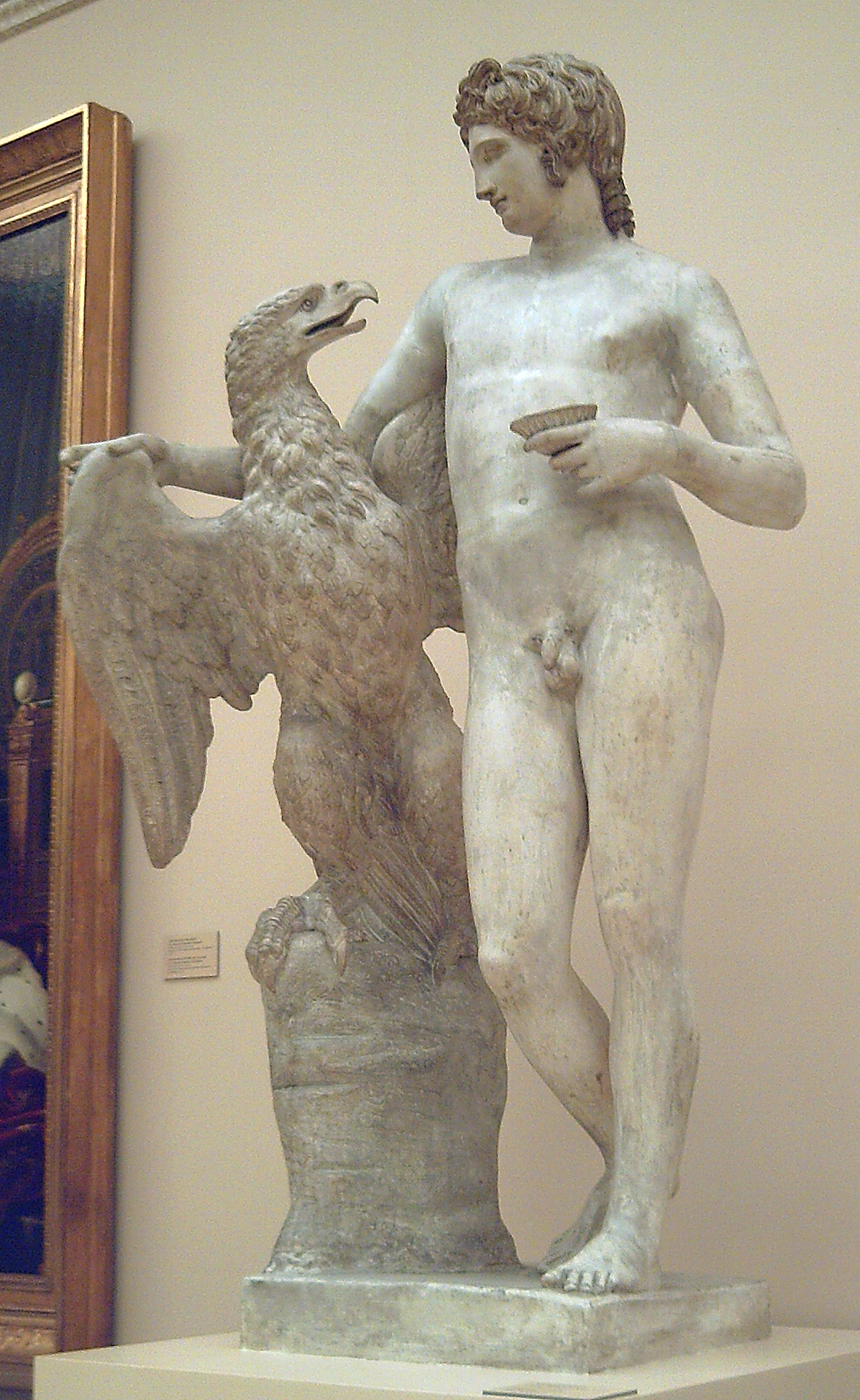
"Ganimede" (1804), di José Álvarez Cubero

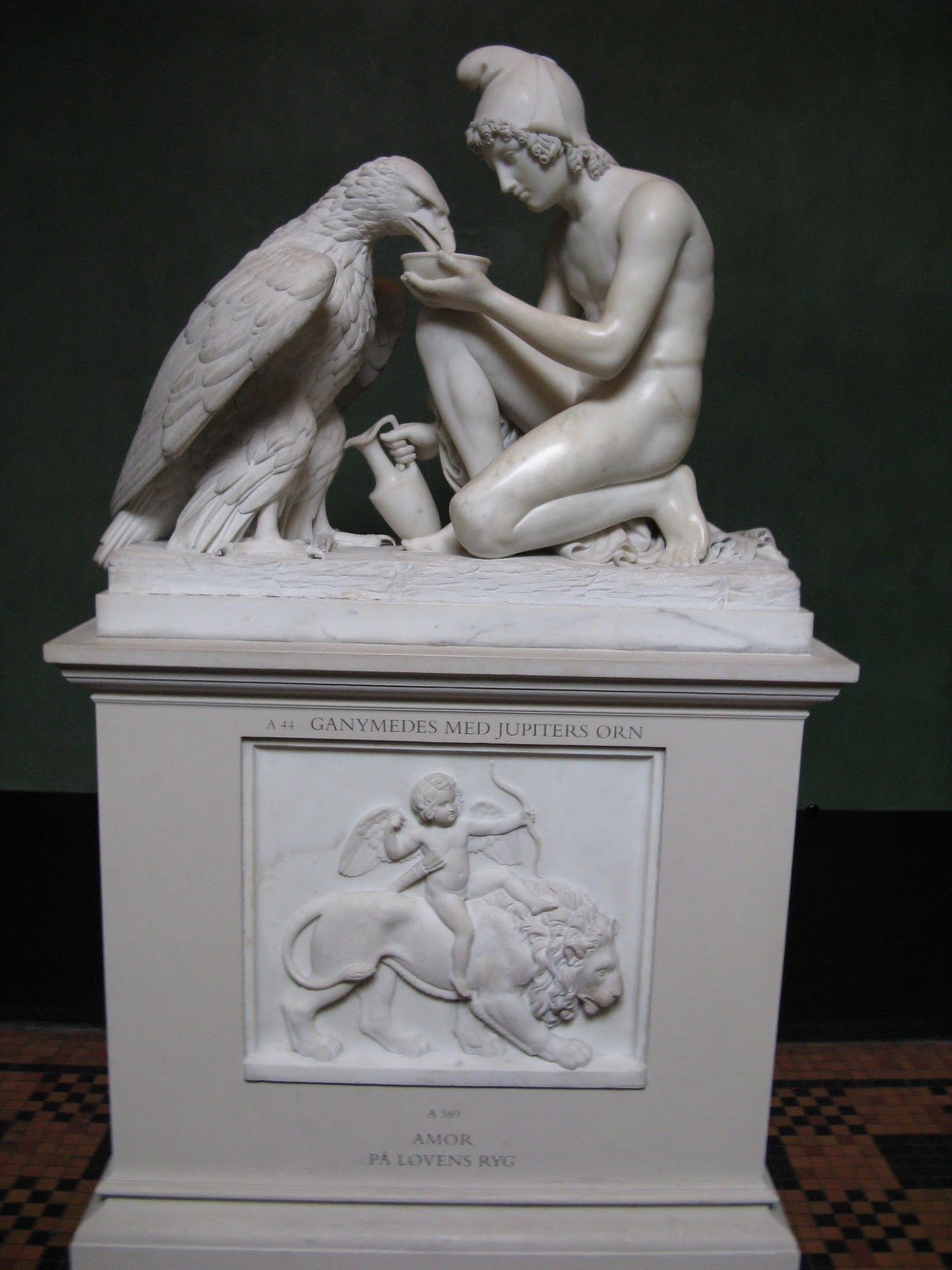
Ganimede abbevera l'Aquila divina (1817), di Bertel Thorvaldsen

## Bibliografia

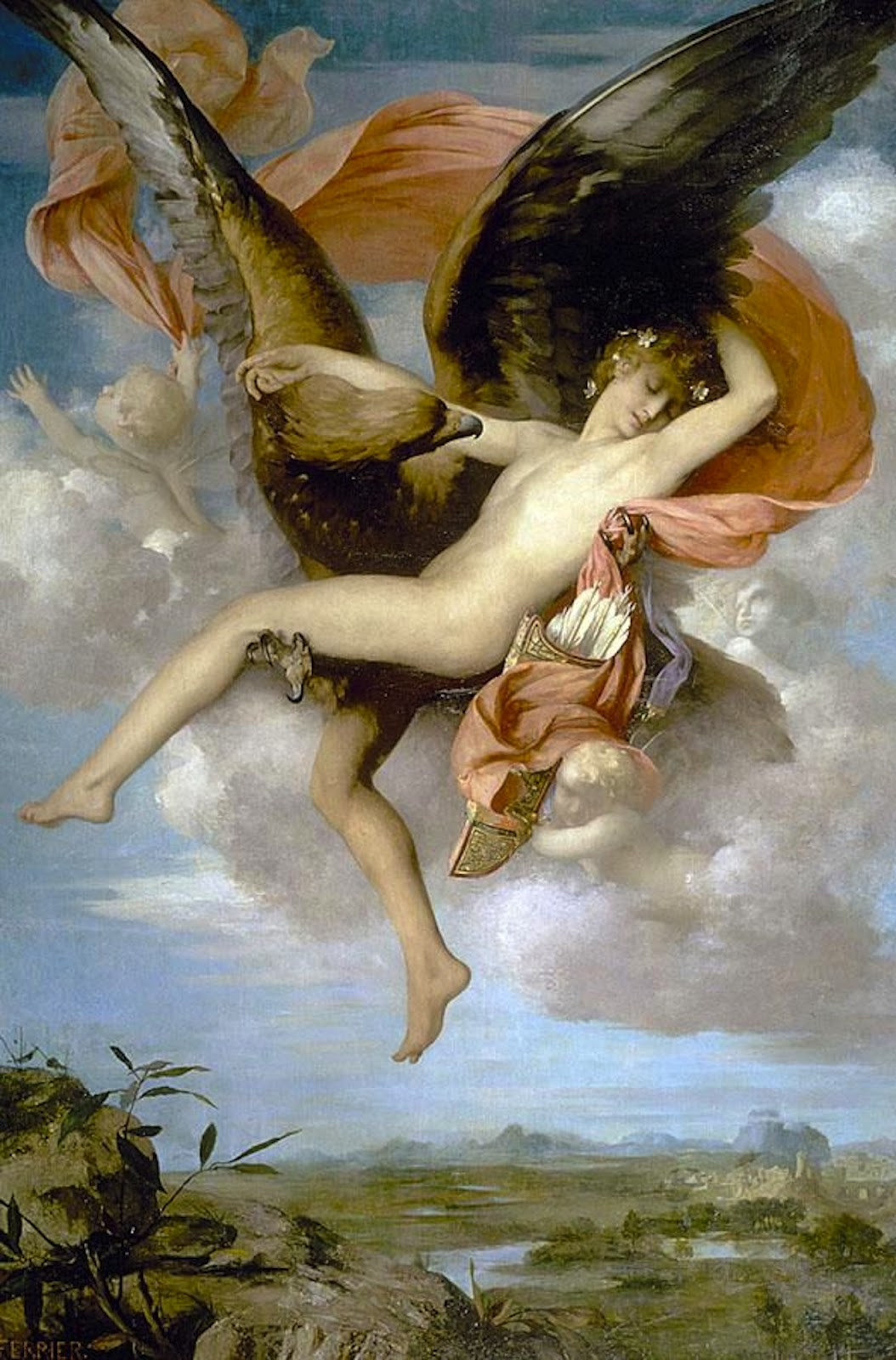
"Ganimede" (1874), di Gabriel Ferrier

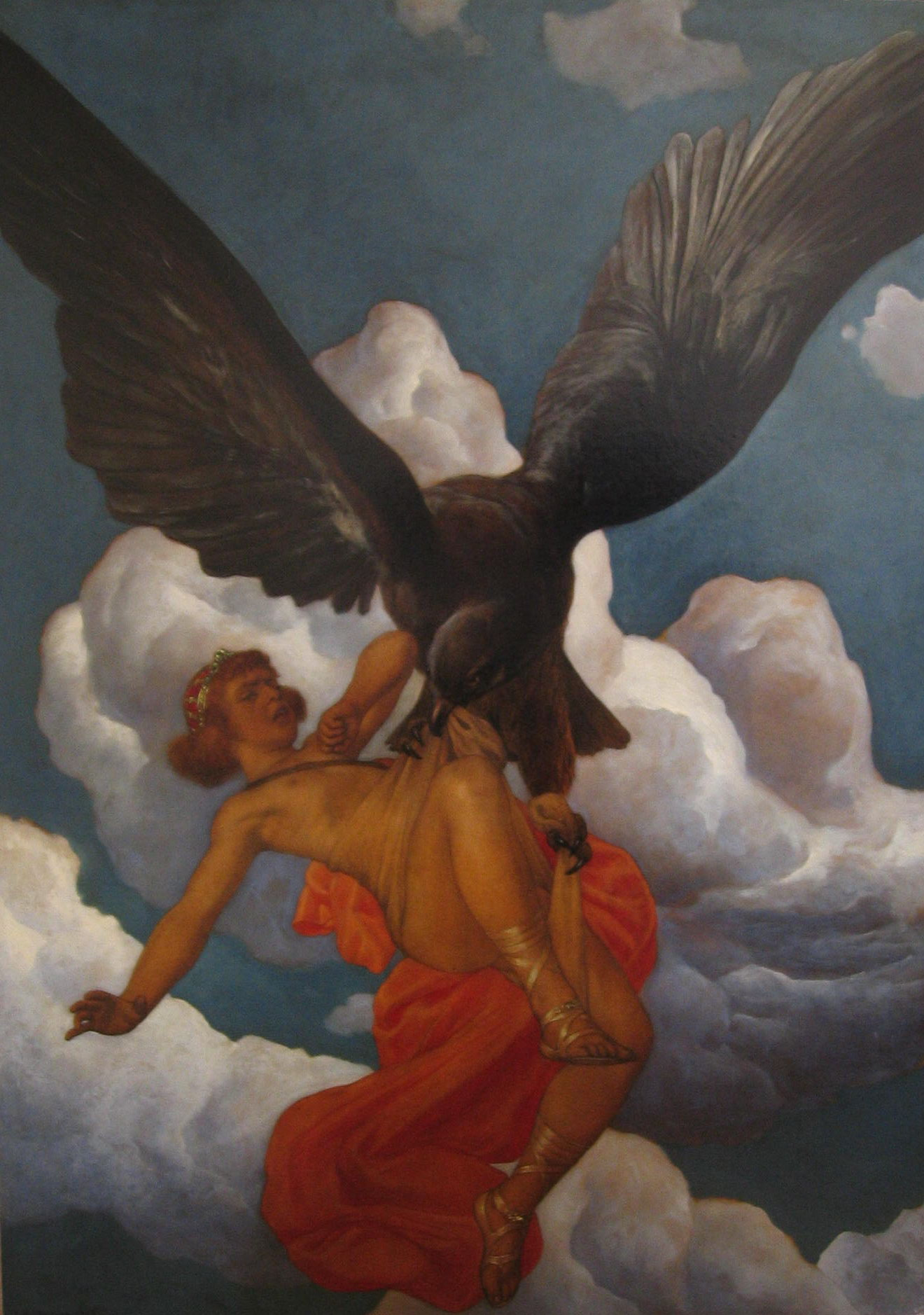
Christian Wilhelm Allers (1857-1915), Giove rapisce Ganimede

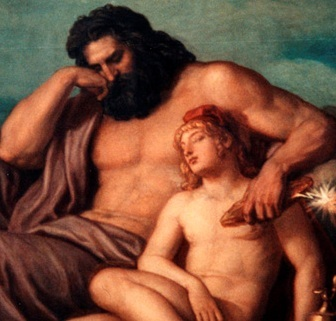
Particolare di Zeus accanto a Ganimede (1878), di Christian Griepenkerl

### Albero genealogico
|            |            | Atlante    | Atlante    | Atlante    | Atlante    | Atlante | Atlante |                       |                       | Pleione               | Pleione               | Pleione               | Pleione               | Pleione   | Pleione   |           |           | Scamandro | Scamandro | Scamandro      | Scamandro      | Scamandro      | Scamandro      |                |                | Idea       | Idea       | Idea            | Idea          | Idea          | Idea          |               |               |          |          |          |          |  |  |  |  |  |  |  |  |  |  |
|            |            | Atlante    | Atlante    | Atlante    | Atlante    | Atlante | Atlante |                       |                       | Pleione               | Pleione               | Pleione               | Pleione               | Pleione   | Pleione   |           |           | Scamandro | Scamandro | Scamandro      | Scamandro      | Scamandro      | Scamandro      |                |                | Idea       | Idea       | Idea            | Idea          | Idea          | Idea          |               |               |          |          |          |          |  |  |  |  |  |  |  |  |  |  |
|            |            |            |            |            |            |         |         |                       |                       |                       |                       |                       |                       |           |           |           |           |           |           |                |                |                |                |                |                |            |            |                 |               |               |               |               |               |          |          |          |          |  |  |  |  |  |  |  |  |  |  |
|            |            |            |            |            |            | Elettra | Elettra | Elettra               | Elettra               | Elettra               | Elettra               |                       |                       | Zeus      | Zeus      | Zeus      | Zeus      | Zeus      | Zeus      |                |                | Teucro         | Teucro         | Teucro         | Teucro         | Teucro     | Teucro     |                 |               |               |               |               |               |          |          |          |          |  |  |  |  |  |  |  |  |  |  |
|            |            |            |            |            |            | Elettra | Elettra | Elettra               | Elettra               | Elettra               | Elettra               |                       |                       | Zeus      | Zeus      | Zeus      | Zeus      | Zeus      | Zeus      |                |                | Teucro         | Teucro         | Teucro         | Teucro         | Teucro     | Teucro     |                 |               |               |               |               |               |          |          |          |          |  |  |  |  |  |  |  |  |  |  |
|            |            |            |            |            |            |         |         |                       |                       |                       |                       |                       |                       |           |           |           |           |           |           |                |                |                |                |                |                |            |            |                 |               |               |               |               |               |          |          |          |          |  |  |  |  |  |  |  |  |  |  |
|            |            |            |            |            |            |         |         |                       |                       | Dardano               | Dardano               | Dardano               | Dardano               | Dardano   | Dardano   |           |           |           |           |                |                | Batea          | Batea          | Batea          | Batea          | Batea      | Batea      |                 |               |               |               |               |               |          |          |          |          |  |  |  |  |  |  |  |  |  |  |
|            |            |            |            |            |            |         |         |                       |                       | Dardano               | Dardano               | Dardano               | Dardano               | Dardano   | Dardano   |           |           |           |           |                |                | Batea          | Batea          | Batea          | Batea          | Batea      | Batea      |                 |               |               |               |               |               |          |          |          |          |  |  |  |  |  |  |  |  |  |  |
|            |            |            |            |            |            |         |         |                       |                       |                       |                       |                       |                       |           |           |           |           |           |           |                |                |                |                |                |                |            |            |                 |               |               |               |               |               |          |          |          |          |  |  |  |  |  |  |  |  |  |  |
|            |            |            |            |            |            |         |         |                       |                       |                       |                       |                       |                       |           |           |           |           |           |           |                |                |                |                |                |                |            |            |                 |               |               |               |               |               |          |          |          |          |  |  |  |  |  |  |  |  |  |  |
|            |            |            |            |            |            |         |         |                       |                       |                       |                       | Erittonio             | Erittonio             | Erittonio | Erittonio | Erittonio | Erittonio |           |           |                |                | Ilo            | Ilo            | Ilo            | Ilo            | Ilo        | Ilo        |                 |               |               |               |               |               |          |          |          |          |  |  |  |  |  |  |  |  |  |  |
|            |            |            |            |            |            |         |         |                       |                       |                       |                       | Erittonio             | Erittonio             | Erittonio | Erittonio | Erittonio | Erittonio |           |           |                |                | Ilo            | Ilo            | Ilo            | Ilo            | Ilo        | Ilo        |                 |               |               |               |               |               |          |          |          |          |  |  |  |  |  |  |  |  |  |  |
|            |            |            |            |            |            |         |         |                       |                       |                       |                       | Troo                  | Troo                  | Troo      | Troo      | Troo      | Troo      |           |           | Calliroe       | Calliroe       | Calliroe       | Calliroe       | Calliroe       | Calliroe       |            |            |                 |               |               |               |               |               |          |          |          |          |  |  |  |  |  |  |  |  |  |  |
|            |            |            |            |            |            |         |         |                       |                       |                       |                       | Troo                  | Troo                  | Troo      | Troo      | Troo      | Troo      |           |           | Calliroe       | Calliroe       | Calliroe       | Calliroe       | Calliroe       | Calliroe       |            |            |                 |               |               |               |               |               |          |          |          |          |  |  |  |  |  |  |  |  |  |  |
|            |            |            |            |            |            |         |         |                       |                       |                       |                       |                       |                       |           |           |           |           |           |           |                |                |                |                |                |                |            |            |                 |               |               |               |               |               |          |          |          |          |  |  |  |  |  |  |  |  |  |  |
|            |            |            |            |            |            |         |         |                       |                       |                       |                       |                       |                       |           |           |           |           |           |           |                |                |                |                |                |                |            |            |                 |               |               |               |               |               |          |          |          |          |  |  |  |  |  |  |  |  |  |  |
| Euridice   | Euridice   | Euridice   | Euridice   | Euridice   | Euridice   |         |         | Ilo                   | Ilo                   | Ilo                   | Ilo                   | Ilo                   | Ilo                   |           |           | Assarco   | Assarco   | Assarco   | Assarco   | Assarco        | Assarco        |                |                | Ieromnene      | Ieromnene      | Ieromnene  | Ieromnene  | Ieromnene       | Ieromnene     |               |               | Ganimede      | Ganimede      | Ganimede | Ganimede | Ganimede | Ganimede |  |  |  |  |  |  |  |  |  |  |
| Euridice   | Euridice   | Euridice   | Euridice   | Euridice   | Euridice   |         |         | Ilo                   | Ilo                   | Ilo                   | Ilo                   | Ilo                   | Ilo                   |           |           | Assarco   | Assarco   | Assarco   | Assarco   | Assarco        | Assarco        |                |                | Ieromnene      | Ieromnene      | Ieromnene  | Ieromnene  | Ieromnene       | Ieromnene     |               |               | Ganimede      | Ganimede      | Ganimede | Ganimede | Ganimede | Ganimede |  |  |  |  |  |  |  |  |  |  |
|            |            |            |            |            |            |         |         |                       |                       |                       |                       |                       |                       |           |           |           |           |           |           |                |                |                |                |                |                |            |            |                 |               |               |               |               |               |          |          |          |          |  |  |  |  |  |  |  |  |  |  |
|            |            |            |            |            |            |         |         |                       |                       |                       |                       |                       |                       |           |           |           |           |           |           |                |                |                |                |                |                |            |            |                 |               |               |               |               |               |          |          |          |          |  |  |  |  |  |  |  |  |  |  |
| Laomedonte | Laomedonte | Laomedonte | Laomedonte | Laomedonte | Laomedonte |         |         | Strimo (o "Leucippe") | Strimo (o "Leucippe") | Strimo (o "Leucippe") | Strimo (o "Leucippe") | Strimo (o "Leucippe") | Strimo (o "Leucippe") |           |           | Temiste   | Temiste   | Temiste   | Temiste   | Temiste        | Temiste        |                |                | Capi           | Capi           | Capi       | Capi       | Capi            | Capi          |               |               |               |               |          |          |          |          |  |  |  |  |  |  |  |  |  |  |
| Laomedonte | Laomedonte | Laomedonte | Laomedonte | Laomedonte | Laomedonte |         |         | Strimo (o "Leucippe") | Strimo (o "Leucippe") | Strimo (o "Leucippe") | Strimo (o "Leucippe") | Strimo (o "Leucippe") | Strimo (o "Leucippe") |           |           | Temiste   | Temiste   | Temiste   | Temiste   | Temiste        | Temiste        |                |                | Capi           | Capi           | Capi       | Capi       | Capi            | Capi          |               |               |               |               |          |          |          |          |  |  |  |  |  |  |  |  |  |  |
|            |            |            |            |            |            |         |         |                       |                       |                       |                       |                       |                       |           |           |           |           |           |           |                |                |                |                |                |                |            |            |                 |               |               |               |               |               |          |          |          |          |  |  |  |  |  |  |  |  |  |  |
|            |            |            |            |            |            |         |         |                       |                       |                       |                       |                       |                       |           |           |           |           |           |           |                |                |                |                |                |                |            |            |                 |               |               |               |               |               |          |          |          |          |  |  |  |  |  |  |  |  |  |  |
| Priamo     | Priamo     | Priamo     | Priamo     | Priamo     | Priamo     |         |         | Ecuba                 | Ecuba                 | Ecuba                 | Ecuba                 | Ecuba                 | Ecuba                 |           |           | Anchise   | Anchise   | Anchise   | Anchise   | Anchise        | Anchise        |                |                | Afrodite       | Afrodite       | Afrodite   | Afrodite   | Afrodite        | Afrodite      |               |               | Latino        | Latino        | Latino   | Latino   | Latino   | Latino   |  |  |  |  |  |  |  |  |  |  |
| Priamo     | Priamo     | Priamo     | Priamo     | Priamo     | Priamo     |         |         | Ecuba                 | Ecuba                 | Ecuba                 | Ecuba                 | Ecuba                 | Ecuba                 |           |           | Anchise   | Anchise   | Anchise   | Anchise   | Anchise        | Anchise        |                |                | Afrodite       | Afrodite       | Afrodite   | Afrodite   | Afrodite        | Afrodite      |               |               | Latino        | Latino        | Latino   | Latino   | Latino   | Latino   |  |  |  |  |  |  |  |  |  |  |
|            |            |            |            |            |            |         |         |                       |                       |                       |                       |                       |                       |           |           |           |           |           |           |                |                |                |                |                |                |            |            |                 |               |               |               |               |               |          |          |          |          |  |  |  |  |  |  |  |  |  |  |
|            |            |            |            |            |            |         |         |                       |                       |                       |                       |                       |                       |           |           |           |           |           |           |                |                |                |                |                |                |            |            |                 |               |               |               |               |               |          |          |          |          |  |  |  |  |  |  |  |  |  |  |
| Ettore     | Ettore     | Ettore     | Ettore     | Ettore     | Ettore     |         |         | Paride                | Paride                | Paride                | Paride                | Paride                | Paride                |           |           | Creusa    | Creusa    | Creusa    | Creusa    | Creusa         | Creusa         |                |                | Enea           | Enea           | Enea       | Enea       | Enea            | Enea          |               |               | Lavinia       | Lavinia       | Lavinia  | Lavinia  | Lavinia  | Lavinia  |  |  |  |  |  |  |  |  |  |  |
| Ettore     | Ettore     | Ettore     | Ettore     | Ettore     | Ettore     |         |         | Paride                | Paride                | Paride                | Paride                | Paride                | Paride                |           |           | Creusa    | Creusa    | Creusa    | Creusa    | Creusa         | Creusa         |                |                | Enea           | Enea           | Enea       | Enea       | Enea            | Enea          |               |               | Lavinia       | Lavinia       | Lavinia  | Lavinia  | Lavinia  | Lavinia  |  |  |  |  |  |  |  |  |  |  |
|            |            |            |            |            |            |         |         |                       |                       |                       |                       |                       |                       |           |           |           |           |           |           |                |                |                |                |                |                |            |            |                 |               |               |               |               |               |          |          |          |          |  |  |  |  |  |  |  |  |  |  |
|            |            |            |            |            |            |         |         |                       |                       |                       |                       |                       |                       |           |           |           |           |           |           | Ascanio        | Ascanio        | Ascanio        | Ascanio        | Ascanio        | Ascanio        |            |            | Silvio          | Silvio        | Silvio        | Silvio        | Silvio        | Silvio        |          |          |          |          |  |  |  |  |  |  |  |  |  |  |
|            |            |            |            |            |            |         |         |                       |                       |                       |                       |                       |                       |           |           |           |           |           |           | Ascanio        | Ascanio        | Ascanio        | Ascanio        | Ascanio        | Ascanio        |            |            | Silvio          | Silvio        | Silvio        | Silvio        | Silvio        | Silvio        |          |          |          |          |  |  |  |  |  |  |  |  |  |  |
|            |            |            |            |            |            |         |         |                       |                       |                       |                       |                       |                       |           |           |           |           |           |           | Silvius        | Silvius        | Silvius        | Silvius        | Silvius        | Silvius        |            |            | Enea Silvio     | Enea Silvio   | Enea Silvio   | Enea Silvio   | Enea Silvio   | Enea Silvio   |          |          |          |          |  |  |  |  |  |  |  |  |  |  |
|            |            |            |            |            |            |         |         |                       |                       |                       |                       |                       |                       |           |           |           |           |           |           | Silvius        | Silvius        | Silvius        | Silvius        | Silvius        | Silvius        |            |            | Enea Silvio     | Enea Silvio   | Enea Silvio   | Enea Silvio   | Enea Silvio   | Enea Silvio   |          |          |          |          |  |  |  |  |  |  |  |  |  |  |
|            |            |            |            |            |            |         |         |                       |                       |                       |                       |                       |                       |           |           |           |           |           |           | Bruto di Troia | Bruto di Troia | Bruto di Troia | Bruto di Troia | Bruto di Troia | Bruto di Troia |            |            | Latino Silvio   | Latino Silvio | Latino Silvio | Latino Silvio | Latino Silvio | Latino Silvio |          |          |          |          |  |  |  |  |  |  |  |  |  |  |
|            |            |            |            |            |            |         |         |                       |                       |                       |                       |                       |                       |           |           |           |           |           |           | Bruto di Troia | Bruto di Troia | Bruto di Troia | Bruto di Troia | Bruto di Troia | Bruto di Troia |            |            | Latino Silvio   | Latino Silvio | Latino Silvio | Latino Silvio | Latino Silvio | Latino Silvio |          |          |          |          |  |  |  |  |  |  |  |  |  |  |
|            |            |            |            |            |            |         |         |                       |                       |                       |                       |                       |                       |           |           |           |           |           |           |                |                |                |                |                |                |            |            | Alba            |               |               |               |               |               |          |          |          |          |  |  |  |  |  |  |  |  |  |  |
|            |            |            |            |            |            |         |         |                       |                       |                       |                       |                       |                       |           |           |           |           |           |           |                |                |                |                |                |                |            |            |                 |               |               |               |               |               |          |          |          |          |  |  |  |  |  |  |  |  |  |  |
|            |            |            |            |            |            |         |         |                       |                       |                       |                       |                       |                       |           |           |           |           |           |           |                |                |                |                |                |                |            |            | Atys            |               |               |               |               |               |          |          |          |          |  |  |  |  |  |  |  |  |  |  |
|            |            |            |            |            |            |         |         |                       |                       |                       |                       |                       |                       |           |           |           |           |           |           |                |                |                |                |                |                |            |            |                 |               |               |               |               |               |          |          |          |          |  |  |  |  |  |  |  |  |  |  |
|            |            |            |            |            |            |         |         |                       |                       |                       |                       |                       |                       |           |           |           |           |           |           |                |                |                |                |                |                |            |            | Capys           |               |               |               |               |               |          |          |          |          |  |  |  |  |  |  |  |  |  |  |
|            |            |            |            |            |            |         |         |                       |                       |                       |                       |                       |                       |           |           |           |           |           |           |                |                |                |                |                |                |            |            |                 |               |               |               |               |               |          |          |          |          |  |  |  |  |  |  |  |  |  |  |
|            |            |            |            |            |            |         |         |                       |                       |                       |                       |                       |                       |           |           |           |           |           |           |                |                |                |                |                |                |            |            | Capeto          |               |               |               |               |               |          |          |          |          |  |  |  |  |  |  |  |  |  |  |
|            |            |            |            |            |            |         |         |                       |                       |                       |                       |                       |                       |           |           |           |           |           |           |                |                |                |                |                |                |            |            |                 |               |               |               |               |               |          |          |          |          |  |  |  |  |  |  |  |  |  |  |
|            |            |            |            |            |            |         |         |                       |                       |                       |                       |                       |                       |           |           |           |           |           |           |                |                |                |                |                |                |            |            | Tiberino Silvio |               |               |               |               |               |          |          |          |          |  |  |  |  |  |  |  |  |  |  |
|            |            |            |            |            |            |         |         |                       |                       |                       |                       |                       |                       |           |           |           |           |           |           |                |                |                |                |                |                |            |            |                 |               |               |               |               |               |          |          |          |          |  |  |  |  |  |  |  |  |  |  |
|            |            |            |            |            |            |         |         |                       |                       |                       |                       |                       |                       |           |           |           |           |           |           |                |                |                |                |                |                |            |            | Agrippa         |               |               |               |               |               |          |          |          |          |  |  |  |  |  |  |  |  |  |  |
|            |            |            |            |            |            |         |         |                       |                       |                       |                       |                       |                       |           |           |           |           |           |           |                |                |                |                |                |                |            |            |                 |               |               |               |               |               |          |          |          |          |  |  |  |  |  |  |  |  |  |  |
|            |            |            |            |            |            |         |         |                       |                       |                       |                       |                       |                       |           |           |           |           |           |           |                |                |                |                |                |                |            |            | Romolo Silvio   |               |               |               |               |               |          |          |          |          |  |  |  |  |  |  |  |  |  |  |
|            |            |            |            |            |            |         |         |                       |                       |                       |                       |                       |                       |           |           |           |           |           |           |                |                |                |                |                |                |            |            |                 |               |               |               |               |               |          |          |          |          |  |  |  |  |  |  |  |  |  |  |
|            |            |            |            |            |            |         |         |                       |                       |                       |                       |                       |                       |           |           |           |           |           |           |                |                |                |                |                |                |            |            | Aventino        |               |               |               |               |               |          |          |          |          |  |  |  |  |  |  |  |  |  |  |
|            |            |            |            |            |            |         |         |                       |                       |                       |                       |                       |                       |           |           |           |           |           |           |                |                |                |                |                |                |            |            |                 |               |               |               |               |               |          |          |          |          |  |  |  |  |  |  |  |  |  |  |
|            |            |            |            |            |            |         |         |                       |                       |                       |                       |                       |                       |           |           |           |           |           |           |                |                |                |                |                |                |            |            | Proca           |               |               |               |               |               |          |          |          |          |  |  |  |  |  |  |  |  |  |  |
|            |            |            |            |            |            |         |         |                       |                       |                       |                       |                       |                       |           |           |           |           |           |           |                |                |                |                |                |                |            |            |                 |               |               |               |               |               |          |          |          |          |  |  |  |  |  |  |  |  |  |  |
|            |            |            |            |            |            |         |         |                       |                       |                       |                       |                       |                       |           |           |           |           |           |           |                |                |                |                |                |                |            |            |                 |               |               |               |               |               |          |          |          |          |  |  |  |  |  |  |  |  |  |  |
|            |            |            |            |            |            |         |         |                       |                       |                       |                       |                       |                       |           |           |           |           |           |           |                |                |                |                | Numitore       | Numitore       | Numitore   | Numitore   | Numitore        | Numitore      |               |               | Amulio        | Amulio        | Amulio   | Amulio   | Amulio   | Amulio   |  |  |  |  |  |  |  |  |  |  |
|            |            |            |            |            |            |         |         |                       |                       |                       |                       |                       |                       |           |           |           |           |           |           |                |                |                |                | Numitore       | Numitore       | Numitore   | Numitore   | Numitore        | Numitore      |               |               | Amulio        | Amulio        | Amulio   | Amulio   | Amulio   | Amulio   |  |  |  |  |  |  |  |  |  |  |
|            |            |            |            |            |            |         |         |                       |                       |                       |                       |                       |                       |           |           | Marte     | Marte     | Marte     | Marte     | Marte          | Marte          |                |                | Rea Silvia     | Rea Silvia     | Rea Silvia | Rea Silvia | Rea Silvia      | Rea Silvia    |               |               |               |               |          |          |          |          |  |  |  |  |  |  |  |  |  |  |
|            |            |            |            |            |            |         |         |                       |                       |                       |                       |                       |                       |           |           | Marte     | Marte     | Marte     | Marte     | Marte          | Marte          |                |                | Rea Silvia     | Rea Silvia     | Rea Silvia | Rea Silvia | Rea Silvia      | Rea Silvia    |               |               |               |               |          |          |          |          |  |  |  |  |  |  |  |  |  |  |
|            |            |            |            |            |            |         |         |                       |                       |                       |                       |                       |                       |           |           |           |           |           |           |                |                |                |                |                |                |            |            |                 |               |               |               |               |               |          |          |          |          |  |  |  |  |  |  |  |  |  |  |
|            |            |            |            |            |            |         |         |                       |                       |                       |                       |                       |                       |           |           |           |           |           |           |                |                |                |                |                |                |            |            |                 |               |               |               |               |               |          |          |          |          |  |  |  |  |  |  |  |  |  |  |
|            |            |            |            |            |            |         |         | Ersilia               | Ersilia               | Ersilia               | Ersilia               | Ersilia               | Ersilia               |           |           | Romolo    | Romolo    | Romolo    | Romolo    | Romolo         | Romolo         |                |                | Remo           | Remo           | Remo       | Remo       | Remo            | Remo          |               |               |               |               |          |          |          |          |  |  |  |  |  |  |  |  |  |  |
|            |            |            |            |            |            |         |         | Ersilia               | Ersilia               | Ersilia               | Ersilia               | Ersilia               | Ersilia               |           |           | Romolo    | Romolo    | Romolo    | Romolo    | Romolo         | Romolo         |                |                | Remo           | Remo           | Remo       | Remo       | Remo            | Remo          |               |               |               |               |          |          |          |          |  |  |  |  |  |  |  |  |  |  |
|            |            |            |            |            |            |         |         |                       |                       |                       |                       |                       |                       |           |           |           |           |           |           |                |                |                |                |                |                |            |            |                 |               |               |               |               |               |          |          |          |          |  |  |  |  |  |  |  |  |  |  |
|            |            |            |            |            |            |         |         |                       |                       |                       |                       | Età regia di Roma     |                       |           |           |           |           |           |           |                |                |                |                |                |                |            |            |                 |               |               |               |               |               |          |          |          |          |  |  |  |  |  |  |  |  |  |  |